# 황순유
황순유(1977년 7월 20일~)는 대한민국의 프리랜서 아나운서다.

## 학력
- 한양대학교 생화학 학사